# حزب توده الإيراني
حزب توده جماعة من السياسيين في إيران أسّسوا لهم حزبًا بهذا الاسم في العام 1941، عقب عزل الشاه محمد رضا بهلوي، وقد أقام الحزب بمساعدة الاتحاد السوفيتي جمهورية مستقلة في أذربيجان بإيران في العام 1945. واستطاعت الحكومة الإيرانية أن تقضي على هذه الجمهورية بعد عام واحد. واستمر الحزب يعمل سرًّا رغم حظر نشاطه قانونيًّا.